# Карач-бей
Карач-бей (Караш-бей, Караш-мурза) (ум. 1663, Перекоп, Перекопский район) — татарский военный и политический деятель Крымского ханства, мурза Аргынский, бей Перекопской орды (1653—1663).

## Биография
Впервые упоминается в документах в 1643 году как Караш-мурза. В 1640-х годах — известный организатор татарских набегов на земли Речи Посполитой и Московского царства. В 1647 году с 10-тысячным войском пытался вторгнуться в южнорусские владения, но был разбит 11 июля возле верховья реки Тихой Сосны. Раненый Караш-мурза бежал с небольшим отрядом своих людей.
В 1648 году Карач-бей под командованием Тугай-бея участвовал в боевых действиях против польского коронного войска на стороне казаков запорожского гетмана Богдана Хмельницкого.
В 1651 году возглавлял татарский отряд в битве под Белой Церковью. В битве под Батогом отряд татар во главе с Караш-мурзой совершил мнимый отход, заманив в засаду польскую конницу. После боя его подчиненные приняли участие в казни пленных поляков. Польский шляхтич Станислав Друшкевич, оставшийся жив в резне, назвал мурзу в своих воспоминаниях «великим врагом народа нашего».
В 1653 году возглавил Перекопскую орду, приняв титул «бея», сменив смещенного ханом Батыршу-бея. В 1655 году участвовал в боевых действиях против казацко-московских войск на стороне Речи Посполитой.
В 1658 году вел переговоры с гетманом Иваном Выговским о союзе против Русского царства. Возглавлял союзное крымско-татарское войско под Полтавой, которое помогло гетману Выговскому разгромить повстанцев Мартына Пушкаря и Якова Барабаша. В июне 1659 году привёл на помощь Ивану Выговскому 20-тысячное татарское войско. Под Говтвой разгромил московский отряд В. Новосильцева и казаков-оппозиционеров И. Силки.
Участвовал в Конотопском сражении 8 июля 1659 года. По мнению российского историка И. Бабулина, именно Карач-бею принадлежало авторство плана по завлечению и окружение московской конницы.
Погиб в 1663 году под Перекопом в бою с запорожскими казаками Ивана Сера и царским отрядом Григория Косагова.

## Исторические оценки
Турецкий писатель XVII в. Эвлия Челеби так характеризовал Карач-бея:
Караш-Бей — храбрый и бесстрашный, джигит, похожих на которого нет, стремящийся к бою.